# 2-甲基噻吩
2-甲基噻吩是一种有机硫化合物，化学式为CH3C4H3S，它是无色、可燃的液体，可由噻吩-2-甲醛和水合肼的沃尔夫－凯惜纳还原反应制得。它在乙酸中和N-溴代丁二酰亚胺反应，可以得到3,5-二溴-2-甲基噻吩。它和溴代芳烃反应在乙酸钾的存在下、乙酸钯催化下反应，得到2-甲基-5-芳基噻吩。